# Skogsholmen, Kronoby
Skogsholmen är en ö i Finland. Den ligger i Kronoby å och i kommunen Kronoby i den ekonomiska regionen  Jakobstadsregionen  och landskapet Österbotten, i den centrala delen av landet, 400 km norr om huvudstaden Helsingfors. Öns area är 1 hektar och dess största längd är 280 meter i sydöst-nordvästlig riktning.